# نائومی هریس
نائومی ملانی هریس (به انگلیسی: Naomie Melanie Harris) (زاده ۶ سپتامبر ۱۹۷۶)، بازیگر سینما و تلویزیون بریتانیایی است. از نقش‌های برجسته او می‌توان به سلنا در ۲۸ روز بعد (۲۰۰۲)، جادوگر وودو، تیا دالما در قسمت‌های دوم و سوم مجموعه فیلم‌های دزدان دریایی کارائیب، وینی ماندلا در ماندلا: راه طولانی به آزادی (۲۰۱۳)، شخصیت ایو مانی‌پنی در سری فیلم‌های جیمز باند شامل اسکای‌فال (۲۰۱۲)، اسپکتر (۲۰۱۵) و زمانی برای مردن نیست (۲۰۲۰) اشاره کرد.
او پس از بازی در فیلم مهتاب توانست نامزد جایزه اسکار، جایزه بفتا و جایزه گلدن گلوب شود، اما موفق به دریافت هیچ‌یک از آن‌ها نشد.

## فیلم‌شناسی
| نام فیلم                               | سال  | نقش                 |
| -------------------------------------- | ---- | ------------------- |
| ۲۸ روز بعد                             | ۲۰۰۲ | سلنا                |
| تروما                                  | ۲۰۰۴ | الیسا               |
| پس از غروب                             | ۲۰۰۴ | سوفی                |
| دزدان دریایی کارائیب: صندوقچه مرد مرده | ۲۰۰۶ | تیا دالما           |
| میامی وایس                             | ۲۰۰۶ | ترودی               |
| دزدان دریایی کارائیب: پایان جهان       | ۲۰۰۷ | تیا دالما / کالیپسو |
| سلاطین خیابان                          | ۲۰۰۸ | لیندا واشینگتن      |
| آگوست                                  | ۲۰۰۸ | سارا                |
| بیماری‌های آشکار                        | ۲۰۰۸ | جیل                 |
| نینجای آدمکش                           | ۲۰۰۹ | میکا                |
| سکس و داروها و راک اند رول             | ۲۰۰۹ | دنیس                |
| اسکای‌فال                               | ۲۰۱۲ | ایو مانی‌پنی         |
| ماندلا: راه طولانی به آزادی            | ۲۰۱۳ | وینی ماندلا         |
| چپ‌دست                                  | ۲۰۱۵ | آنجلا ریورا         |
| اسپکتر                                 | ۲۰۱۵ | ایو مانی‌پنی         |
| ما خائنیم                              | ۲۰۱۶ | گیل پرکینز          |
| مهتاب                                  | ۲۰۱۶ | پائولا              |
| زیبایی موازی                           | ۲۰۱۶ | مادلین              |
| رمپیج                                  | ۲۰۱۸ | دکتر کیت کالدول     |
| موگلی: افسانه جنگل                     | ۲۰۱۸ | نیشا                |
| سیاه و آبی                             | ۲۰۱۹ | آلیسیا وست          |
| زمانی برای مردن نیست                   | ۲۰۲۰ | ایو مانی‌پنی         |
| ونوم: بگذارید کارنیج بیاید             | ۲۰۲۱ | شیریک               |

|-
|زنبور||۲۰۲۴ ||هدر

## بخشی از جوایز و نامزدی‌ها
| سال                       | فیلم                        | جایزه                                                                            | نتیجه    |
| ------------------------- | --------------------------- | -------------------------------------------------------------------------------- | -------- |
| ۲۰۱۶                      | مهتاب                       | جایزه اسکار برای بهترین بازیگر پشتیبان زن                                        | نامزدشده |
| ۲۰۱۶                      | مهتاب                       | جایزه بفتا برای بهترین بازیگر زن                                                 | نامزدشده |
| ۲۰۱۶                      | مهتاب                       | جایزه گلدن گلوب برای بهترین بازیگر پشتیبان زن                                    | نامزدشده |
| ۲۰۱۶                      | مهتاب                       | جوایز فیلم هالیوود برای بازیگر موفق زن                                           | پیروز    |
| ۲۰۱۶                      | مهتاب                       | جایزه برگزیده منتقدان                                                            | پیروز    |
| ۲۰۱۶                      | مهتاب                       | جایزه ستلایت برای بهترین بازیگر پشتیبان                                          | پیروز    |
| ۲۰۱۶                      | مهتاب                       | انجمن منتقدان فیلم منطقه واشینگتن، دی.سی.                                        | نامزدشده |
| ۲۰۱۳                      | ماندلا: راه طولانی به آزادی | جایزه ایمیج                                                                      | نامزدشده |
| ۲۰۱۳                      | ماندلا: راه طولانی به آزادی | دایره منتقدان فیلم لندن برای بهترین بازیگر پشتیبان زن و بازیگر زن بریتانیایی سال | نامزدشده |
| ۲۰۱۳                      | ماندلا: راه طولانی به آزادی | دایره منتقدان فیلم لندن برای بهترین بازیگر پشتیبان زن و بازیگر زن بریتانیایی سال | نامزدشده |
| ۲۰۰۶                      |                             |                                                                                  |          |
| جایزه بفتا (ستاره نوظهور) | نامزدشده                    |                                                                                  |          |